# العلاقات الصربية الناميبية
العلاقات الصربية الناميبية هي العلاقات الثنائية التي تجمع بين صربيا وناميبيا.

## مقارنة بين البلدين
هذه مقارنة عامة ومرجعية للدولتين:
| وجه المقارنة                                              | صربيا                                                      | ناميبيا      |
| --------------------------------------------------------- | ---------------------------------------------------------- | ------------ |
| المساحة (كم2)                                             | 88.36 ألف                                                  | 825.62 ألف   |
| عدد السكان (نسمة)                                         | 7.02 مليون                                                 | 2.53 مليون   |
| الكثافة السكانية (ن./كم²)                                 | 79.45                                                      | 3.06         |
| العاصمة                                                   | بلغراد                                                     | ويندهوك      |
| اللغة الرسمية                                             | اللغة الصربية                                              | لغة إنجليزية |
| العملة                                                    | دينار صربي                                                 | دولار ناميبي |
| الناتج المحلي الإجمالي (بليون دولار)                      | 41.43 مليار                                                | 13.24 مليار  |
| الناتج المحلي الإجمالي (تعادل القوة الشرائية) بليون دولار | 100.13 مليار                                               | 25.60 مليار  |
| الناتج المحلي الإجمالي الاسمي للفرد دولار أمريكي          | 5.24 ألف                                                   | 4.67 ألف     |
| الناتج المحلي الإجمالي للفرد دولار أمريكي                 | 13.59 ألف                                                  | 9.96 ألف     |
| مؤشر التنمية البشرية                                      | 0.771                                                      | 0.628        |
| رمز المكالمات الدولي                                      | +381                                                       | +264         |
| رمز الإنترنت                                              | .rs، .срб ‏                                                 | .na          |
| المنطقة الزمنية                                           | توقيت وسط أوروبا، ت ع م+01:00، ت ع م+02:00، أوروبا/بلغراد ‏ | ت ع م+02:00  |

## منظمات دولية مشتركة
يشترك البلدان في عضوية مجموعة من المنظمات الدولية، منها:
| علم المنظمة | اسم المنظمة                        | تاريخ انضمام صربيا | تاريخ انضمام ناميبيا |
| ----------- | ---------------------------------- | ------------------ | -------------------- |
|             | يونسكو                             | 20 ديسمبر 2000     | 2 نوفمبر 1978        |
|             | وكالة ضمان الاستثمار متعدد الأطراف | 19 مارس 1993       | 25 سبتمبر 1990       |
|             | الأمم المتحدة                      | 1 نوفمبر 2000      | 23 أبريل 1990        |
|             | الاتحاد البريدي العالمي            | ?                  | ?                    |
|             | البنك الدولي للإنشاء والتعمير      | 25 فبراير 1993     | 25 سبتمبر 1990       |
|             | الاتحاد الدولي للاتصالات           | 1 يونيو 2001       | 25 يناير 1984        |
|             | منظمة حظر الأسلحة الكيميائية       | ?                  | ?                    |
|             | مؤسسة التمويل الدولية              | 25 فبراير 1993     | 25 سبتمبر 1990       |
|             | منظمة الشرطة الجنائية الدولية      | ?                  | ?                    |

## وصلات خارجية
- موقع وزارة الخارجية الصربية